# Mikrostrukturierter Gasdetektor
Mikrostrukturierte Gasdetektoren (kurz MPGD, von engl. micro-pattern gas detector) sind Teilchendetektoren mit deren Hilfe in Experimenten der Hochenergiephysik die Spuren geladener Teilchen vermessen werden.  Als Weiterentwicklung der Vieldrahtkammer nutzen MPGDs ebenfalls Gasionisation zum Nachweis des Teilchendurchgangs und Gasverstärkung um ein auslesbares elektrisches Signal zu erhalten.  Die Drähte der Vieldrahtkammer sind in MPGDs durch feinere Strukturen ersetzt (typische Strukturgröße kleiner 100 µm), wodurch im Vergleich deutlich verbesserte Ortsauflösungen erreicht werden können (ebenfalls kleiner 100 µm).  Beispiele für mikrostrukturierte Gasdetektoren sind GEM-Detektoren und MicroMegas-Detektoren.